# Alice Anderson

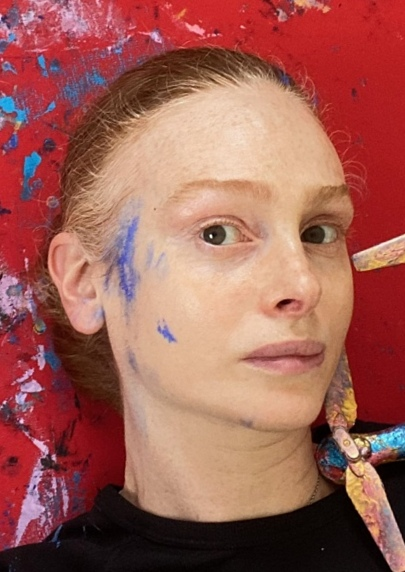
Alice Anderson (2022)

Alice Anderson (* 11. November 1976 in London) ist eine britische Künstlerin und Filmemacherin.

## Leben
Anderson wuchs in Südfrankreich auf. Von 1998 bis 2001 studierte sie an der École Nationale Supérieure des Beaux-Arts de Paris und von 2002 bis 2004 am Goldsmiths College in London, ihrem aktuellen Wohnort. Den Durchbruch schaffte sie als die Yvon Lambert Gallery auf sie aufmerksam wurde. 2002 erhält sie den Gilles Dusein prize for young artists. Ihre Filme wurden u. a. im Centre Georges Pompidou und der Tate Modern gezeigt.

## Öffentliche Sammlungen
- FRAC – Provence-Alpes-Côte d’Azur, Marseille
- FRAC – Champagne-Ardenne, Reims
- FRAC – Alsace, Sélestat